# Spree-Comtess
Das Fahrgastschiff Spree-Comtess wurde von 2002 bis 2003 auf der Schiffswerft Hermann Barthel in Derben gebaut und 2003 in Fahrt gebracht.

## Geschichte
Die Spree-Comtess ist der erste Neubau der Reederei Riedel seit der Gründung in Berlin. Sie wurde in den Jahren 2002/03 auf der Schiffswerft Hermann Barthel GmbH in Derben in drei Sektionen hergestellt und außerhalb der Werkhalle zusammengesetzt. Sie ist speziell für die Stadtrundfahrten durch den Landwehrkanal konzipiert und bietet allein auf dem Oberdeck 330 Plätze. Im unteren Salon haben je nach Bestuhlung 220 Personen Platz. Damit ist die Spree-Comtess das derzeit größte Schiff der Reederei Riedel.
Der Salon wurde mit einer Klima- und Lüftungstechnik versehen. Auch eine Tanzfläche ist vorhanden. Die Tresenanlage und der Küchenbereich sind für eine gastronomische Bewirtung ausgelegt. Die Steuerung des Schiffes erfolgt durch einen um 360° drehbaren Schottel-Ruderpropeller in Verbindung mit einem Bugstrahlruder.
Die feierliche Schiffstaufe erfolgte am 28. April 2003 an der Anlegestelle Kottbuser Brücke am Maybachufer in Anwesenheit des Wirtschaftssenators Harald Wolf. Der Taufpate war Hanns Peter Nerger, seinerzeit Geschäftsführer der Berlin Tourismus Marketing GmbH (heute: Berlin Tourismus & Kongress GmbH).